# نينا نونيز
نينا نونيز (اسم الولادة: نينا أنصاروف) (بالإنجليزية: Nina Nunes؛ مواليد 3 ديسمبر 1985) هي مُقاتلة فنون قتالية مختلطة أمريكية سابقة.

## وصلات خارجية
- نينا نونيز على موقع يو إف سي (الإنجليزية)
- نينا نونيز على موقع شيردوغ (الإنجليزية)
- نينا نونيز على موقع IMDb (الإنجليزية)